# Stazione di Nodaoi
La stazione di Nodaoi (野田生駅?, Nodaoi-eki) è una piccola fermata ferroviaria priva di personale situata nella cittadina di Yakumo, in Hokkaidō, Giappone, servita dalla linea principale Hakodate della JR Hokkaido.

## Linee
JR Hokkaido
■ Linea principale Hakodate

## Struttura
La stazione è dotata di due marciapiedi laterali con due binari passanti di superficie.

## Stazioni adiacenti
| «                         | Servizio                  | »                         |
| Linea principale Hakodate | Linea principale Hakodate | Linea principale Hakodate |
| ------------------------- | ------------------------- | ------------------------- |
| Otoshibe                  | Locale                    | Yamakoshi                 |
| Il rapido non ferma       |                           |                           |